# Oskar Källner

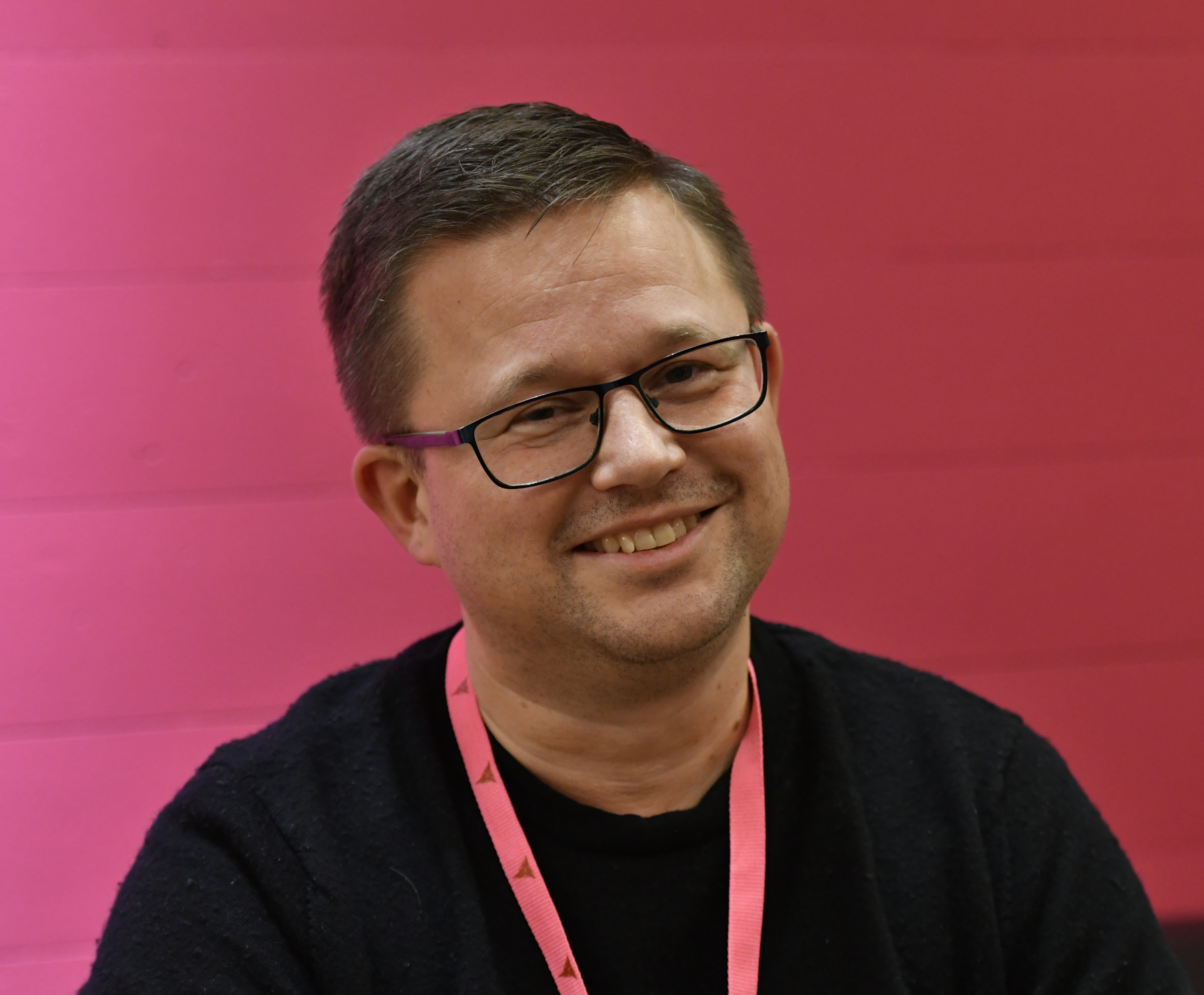
Oskar Källner på Swecon 2024.

Oskar Källner, född 12 mars 1978 i Jönköping, är en svensk författare som mestadels skriver science fiction och fantasy. Han debuterade 2011 med fantasyboken Drakhornet. Han har även skrivit ett flertal noveller och har översatt Tidsmaskinen av H.G. Wells till svenska.  I november 2017 publicerades hans första bilderbok för barn, Den stora jordgubbsjakten.
Sedan 2020 ger Rabén & Sjögren ut Imperiets arvingar, en serie science fiction-böcker för barn i tio delar, som Källner skriver tillsammans med serietecknare Karl Johnsson.
2024 grundade han tillsammans med två kompanjoner spelstudion Pigs Will Fly i Jönköping.

### Romaner
- 2011 – Drakhornet
- 2011 – Skogens hjärta
- 2015 – Stormvinge
- 2017 – Den stora jordgubbsjakten (med Marta Leonhardt)
- 2019 – Den modige kaninriddaren (med Marta Leonhardt)
- 2020 – Bortförda (med Karl Johnsson)
- 2020 – Järnrosen (med Karl Johnsson)
- 2020 – Gravplaneten (med Karl Johnsson)
- 2021 – Minnesskrinet (med Karl Johnsson)
- 2021 – Fängelseflykten (med Karl Johnsson)
- 2023 – Världsdanaren (med Karl Johnsson)
- 2024 – Armageddon (med Karl Johnsson)

### Som översättare
- 2017 – Tidsmaskinen av H.G Wells